# Mera me tī mera (singolo)
Mera me tī mera (Μερα με τη μερα in greco)  è un singolo degli Antique, pubblicato il 4 agosto 2000 ed estratto dal loro album di debutto omonimo.

## Tracce
1. Mera me tī mera (Radio Version) - 3:13
2. Mera me tī mera (Extended Version) - 5:08

## Classifiche
| Classifica (2000) | Posizione massima |
| ----------------- | ----------------- |
| Svezia            | 45                |